# 飯吉厚夫
飯吉 厚夫（いいよし あつお、1936年9月17日 - ）は、日本の工学者。京都大学名誉教授。総合研究大学院大学名誉教授。核融合科学研究所名誉教授。未来エネルギー研究協会名誉会長。工学博士（慶應義塾大学）。
学校法人中部大学理事長、中部大学総長。中部ESD拠点（RCE中部）代表。核融合科学研究所初代所長。
プラズマ・核融合学会会長、IEA・ステラレータ執行委員会委員長、文部科学省科学技術・学術審議会委員、国立大学法人評価委員会委員、財団法人かすがい市民文化財団理事長等を歴任。主な著書に『ビッグプロジェクト－その成功と失敗の研究－』（2008年　新潮新書）など。

## 略歴
- 1960年 慶應義塾大学工学部機械工学科卒業
- 1965年
  - 慶應義塾大学大学院工学研究科機械工学専攻博士課程修了、工学博士。論文の題は「電磁衝撃波管による強い衝撃波に関する研究」[1]。
  - 米国プリンストン大学プラズマ物理学研究所客員研究員
- 1966年 英国原子力カラム研究所研究員
- 1968年 慶應義塾大学工学部講師
- 1969年 同大学助教授
- 1970年 京都大学工学部助教授
- 1974年 同大学教授
- 1976年 京都大学ヘリオトロン核融合研究センター教授
- 1988年 同センター長
- 1989年 文部省核融合科学研究所長
- 1995年 プラズマ・核融合学会会長
- 1999年 中部大学長
- 2005年 中部大学総長
- 2011年 学校法人中部大学理事長・中部大学総長
- 2015年 春の叙勲で瑞宝中綬章受章[2]
- 2018年 ロシア科学アカデミー名誉博士

## 所属
- プラズマ核融合学会
- 日本物理学会